# Yu Ji-in
Yu Ji-in (27 de enero de 1956) es una actriz surcoreana activa desde 1974.

## Biografía
Nació en Seúl, Corea del Sur en 1956 con el nombre de Lee Yun-hui y estudió una licenciatura y una maestría en Teatro y Cine de la Universidad Chung-Ang. Mientras era una estudiante de primer año en la escuela, en 1974, comenzó su carrera como actriz después de ser elegida por Yeonbang Film y Weekly Hankook. De allí en adelante hasta 1977, apareció en unas tres películas por año y, al mismo tiempo, también actuó como actriz de televisión en redes afiliadas a TBC TV. Fue comúnmente conocida como la "Nueva Troika" o "Segunda Troika", junto con las actrices, Jeong Yun-hui y Chang Mi-hee de la década de 1970 y 1980, después de las "Primeras Troika", Moon Hee, Nam Jeong-im, y Yoon Jeong-hee de la década de 1960.

## Filmografía
*Nota; la totalidad de la lista esta referenciada.
1. My Husband Got a Family (2012)
2. GREEN KNIGHTS ('2007)
3. Miri, Mari, Wuri, Duri (Miri, Mari, Wuri, Duri, 1988)
4. The Winter That Year Was Warm (Geu hae gyeo-ul-eun ttatteushaessne, 1984)
5. Wife (Anae, 1983)
6. The Tree Blooming with Love (Salang-e kkochpineun namu, 1981)
7. The Maiden Who Went to the City (Dosilo gan cheonyeo, 1981)
8. Even If You Take Everything (Nae modeun geos-eul ppae-asgyeodo, 1981)
9. Home of the Stars 3 (Byeoldeul-ui gohyang 3, 1981)
10. Whale Island Escapade (Golaeseom sodong, 1981)
11. Good Windy Day (Balambul-eo joh-eun nal, 1980)
12. Unconditional Love (Akkim-eobs-i bachyeossneunde, 1980)
13. Woman's Room (Yeoja-ui bang, 1980)
14. You Whom I Cannot Hate (Mi-wohal su eobsneun neo, 1980)
15. Echoes (Meari, 1980)
16. The Man Who Dies Every Day (Mae-il jugneun namja, 1980)
17. She Is Something (Geu yeoja salamjabne, 1980)
18. Dull Servant Pal Bul-chul (Palbulchul, 1980)
19. The Hut (Pimag, 1980)
20. The Man of the Past (Geuttae geusalam, 1980)
21. The Last Secret Affair (Majimag mil-ae, 1980)
22. One Night at a Strange Place (Nachseon gos-eseo halusbam, 1980)
23. Woman on Vacation (Hyugabad-eun yeoja, 1980)
24. Magnificent Experience (Hwalyeohan gyeongheom, 1980)
25. Happiness of an Unhappy Woman (Bulhaenghan yeoja-ui haengbog, 1979)
26. The Trappings of Youth (Cheongchun-ui deoch, 1979)
27. The Man I Left (Naega beolin namja, 1979)
28. 26 x 365 = 0 (26 x 365 = 0 26 x 365 = 0, 1979)
29. The Rose That Swallowed Thorn (Gasileul samkin jangmi, 1979)
30. Wild Ginseng (Simbwassda, 1979)
31. The Terms of Love (Salang-ui jogeon, 1979)
32. Sudden Flame (Gabjagi bulkkochcheoleom, 1979)
33. Zero Woman (0nyeo, 1979)
34. A Record of Love and Death (Salanggwa jug-eum-ui gilog, 1978)
35. Confession of Life or Death (Saengsa-ui gobaeg, 1978)
36. The Police Officer (Gyeongchalgwan, 1978)
37. Rely on Your Brother (Oppaga issda, 1978)
38. The Last Winter (Majimag gyeo-ull, 1978)
39. The Last Leaf (Majimag Ipsae, 1977)
40. Full Of Happy Dream (Puleun kkum-eul gadeughi, 1976)
41. Return to Fatherland, Korea (Dol-a-on paldogangsan, 1976)
42. You Are The Sun And I'M The Moon. (Neoneun dal naneun hae, 1976)
43. The Tae-Baeks (Taebaegsanmaeg(Taebaeksanmaek), 1975)
44. A Remodeled Beauty (Jeonghyeongmi-in, 1975)
45. Nasang (Nasang, 1974)
46. A story of crazy painter : Gwanghwasa (Gwanghwasa, 1974)
47. Hwannyeo (Hwannyeo, 1974)
48. Your cold hands (Geudae-ui chanson, 1974)

## Premios
- 1979, the 18th Grand Bell Awards, Mejor Actriz por Simbwatda (심봤다)
- 1980, the 16th Baeksang Arts Awards, Mejor Actriz por Simbwatda (심봤다)